# No pasarán

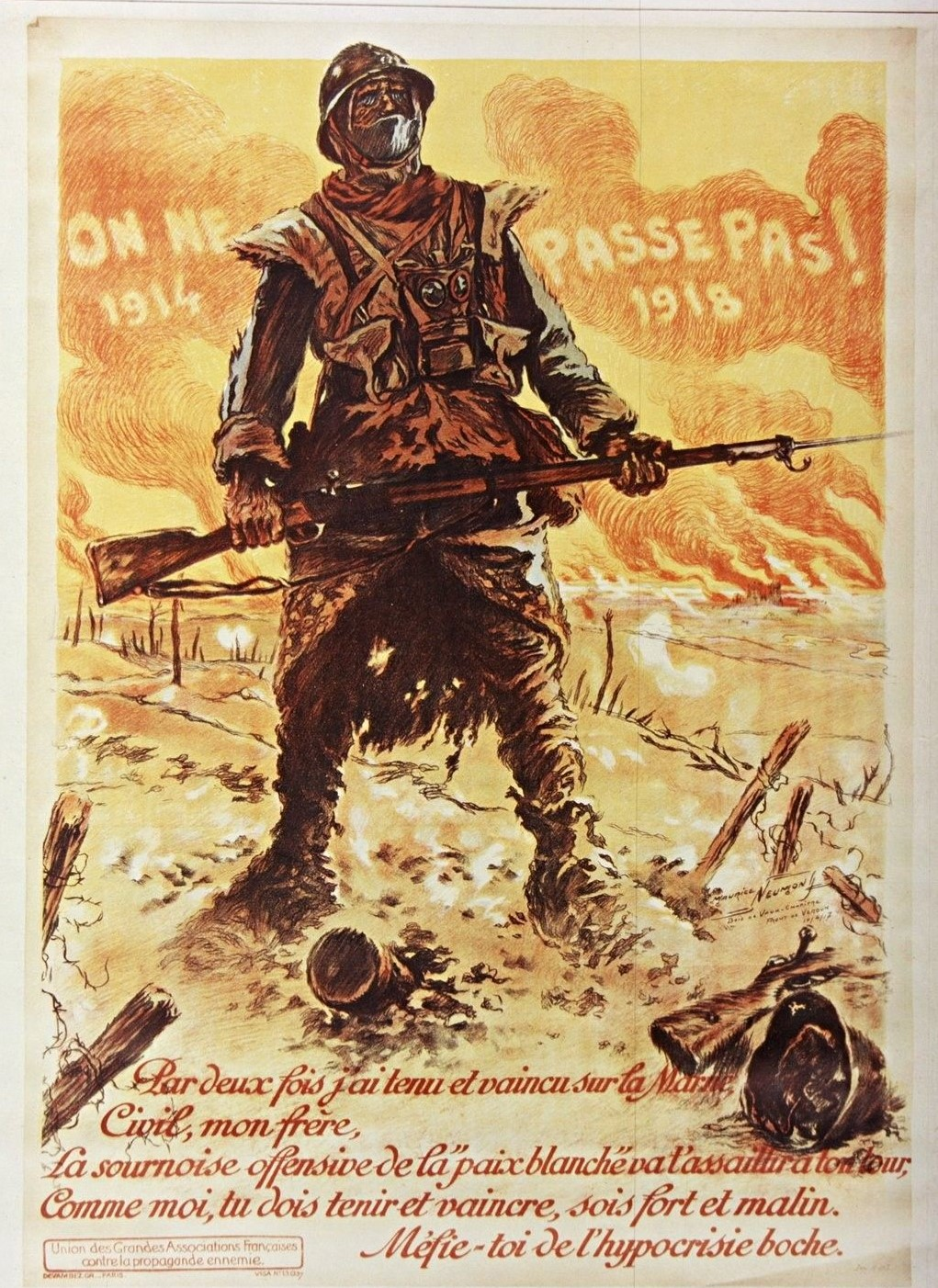
On Ne Passe Pas!
Propaganda malíře Maurice Neumonta

¡No pasarán! (česky neprojdou; francouzsky Ils ne passeront pas/On ne passe pas; německy Sie werden nicht durchkommen!; rumunsky Pe aici nu se trece!) je heslo, které se ve světě proslavilo v souvislosti s španělskou občanskou válkou. Nejznáměji jej použila mluvčí Isidora Dolores Ibárruri Gómez, alias „Vášnivka,“ 18. července 1936 při obléhání Madridu. „No pasarán“ se stalo mottem španělské a později i francouzské cizinecké legie. Stalo se symbolem neústupnosti a hrdinství, z tohoto důvodu bylo později používáno i některými cizími odbojáři, kteří také bojovali ve španělské občanské válce, během druhé světové války i mimo Španělsko.
Nutno ovšem dodat že Francisco Franco Madrid dobyl, a přišel s vlastním rčením: Hemos pasado (prošli jsme).
Samotný původ hesla je však o něco starší. Francouzský generál Robert Nivelle použil francouzskou variantu Ils ne passeront pas v denním rozkazu při bitvě u Verdunu v roce 1916, odkud se úsloví dále dostalo i na pamětní medaili či propagandistické plakáty.

## Odraz v kultuře

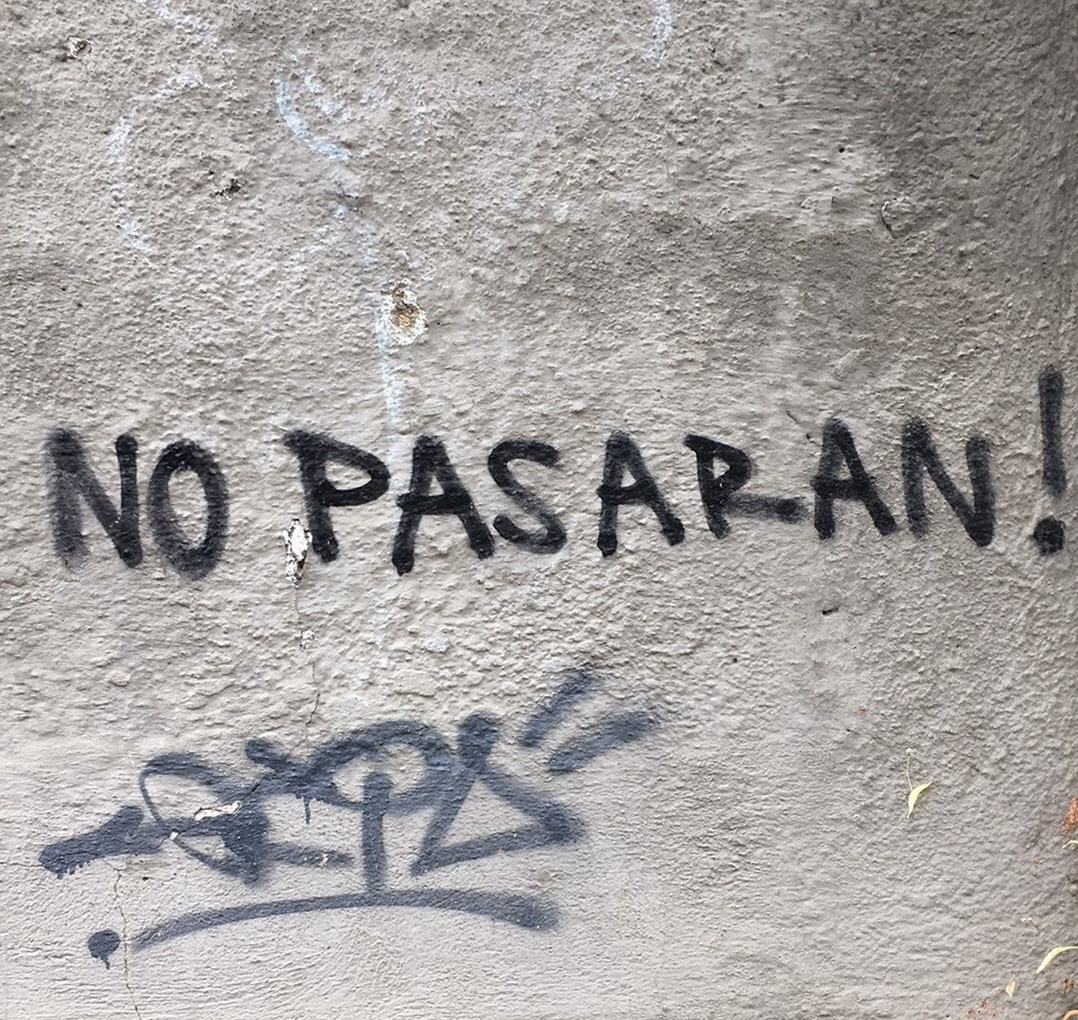
Nápis No pasaran! na zdi budovy bývalé přádelny Benar ve Slaném.

S nápisem no pasaran se lze setkat například v povídkové knize Jana Drdy Němá barikáda, pojednávající o událostech pražského květnového povstání. Zde jeden z pražských povstalců-barikádníků, který před 2. světovou válkou bojoval ve španělské občanské válce, tento nápis křídou maluje na převrácenou pražskou tramvaj, jež tvořila jádro jedné z barikád na Trojském mostě. Scéna se vyskytuje i ve stejnojmenném českém filmu Otakara Vávry z roku 1948, kde onoho barikádníka hrál Vladimír Šmeral.